# Felipe Flores Quijada
Felipe Ariel Flores Quijada (La Serena, 20 luglio 1977) è un ex calciatore cileno, di ruolo Attaccante.